# Styringomyia halavana
Styringomyia halavana là một loài ruồi trong họ Limoniidae. Chúng phân bố ở miền Australasia.